# SzczęścieDziękujęProszęWięcej
SzczęścieDziękujęProszęWięcej (ang. HappyThankYouMorePlease) – amerykański film z 2010 roku w reżyserii Josha Radnora. Film miał premierę w Polsce 16 lipca 2011 na kanale Cinemax.

## Opis fabuły
Młody pisarz Sam (Josh Radnor) boi się bliskości innej kobiety, nie potrafi zaangażować się w żaden związek. Zakochuje się jednak w barmance Mississippi (Kate Mara).

## Obsada
- Malin Åkerman jako Annie
- Kate Mara jako Mississippi
- Pablo Schreiber jako Charlie
- Zoe Kazan jako Mary Catherine
- Michael Algieri jako Rasheen
- Tony Hale jako Sam #2
- Josh Radnor jako Sam
- Jakob Appelman jako School Boy
- Bram Barouh jako Spencer
- Dana Barron jako ginekolog
- Sunah Bilsted jako recepcjonistka
- Jimmy Gary Jr. jako oficer Jones
- Richard Jenkins jako Paul Gertmanian
- Marna Kohn jako Melissa

## Nagrody i nominacje
Sundance 2010
- wygrana: najlepszy dramat – Josh Radnor (Nagroda publiczności)
- nominacja: udział w konkursie na najlepszy dramat – Josh Radnor (Główna nagroda jury)